# Piper platylobum
Piper platylobum är en pepparväxtart som beskrevs av Luis Aloysius, Luigi Sodiro. Piper platylobum ingår i släktet Piper och familjen pepparväxter. Inga underarter finns listade i Catalogue of Life.